# Rhopalopsole palawana
Rhopalopsole palawana är en bäcksländeart som först beskrevs av Jewett 1958.  Rhopalopsole palawana ingår i släktet Rhopalopsole och familjen smalbäcksländor. Inga underarter finns listade i Catalogue of Life.